# DIN SPEC 77224
Die DIN SPEC 77224 (ursprünglich DIN SPEC 1224) ist eine nach dem PAS-Verfahren erstellte DIN-Spezifikation, die Merkmale und Anforderungen an ein System zur Erzielung von Service Excellence und damit von Kundenbegeisterung statt Kundenzufriedenheit festlegt.

## Erarbeitung der DIN SPEC 77224
Der Arbeitskreis KDL 435-01 AK „Service Excellence“ traf sich fünf Mal: in Berlin, in Essen, in Bonn, in Landshut und nochmals in Berlin. Die Erstausgabe dieser DIN SPEC (PAS) ist mit Ausgabedatum Juli 2011 erfolgt.

## Inhalt
Die Spezifikation DIN SPEC 77224 beschäftigt sich mit der Beschreibung eines Managementsystems, welches Service Excellence genannt wird. Es soll Unternehmen unterstützen, systematisch exzellente Dienstleistungen hervorzubringen, sodass bei den Kunden statt Zufriedenheit Begeisterung ausgelöst wird.
Das Modell nach dieser Spezifikation besteht aus insgesamt sieben Komponenten:
1. Excellence-Verantwortung der Geschäftsleitung
2. Excellence-Orientierung der Ressourcen
3. Vermeidung von Fehlern und Verschwendung
4. Erfassung relevanter Kundenerlebnisse
5. Kundenbegeisterung durch Service-Innovationen
6. Messung der Begeisterung und deren Effekte
7. Wirtschaftlichkeitsanalyse

DIN SPEC 7724 setzt die Managementanforderungen ISO 9001 (Qualitätsmanagement) und ISO 10002 (Pro-aktives Beschwerdemanagement) voraus und basiert auf diesen.